# Võ Thị Thắng
Võ Thị Thắng (Tân Bửu, districte de Bến Lức, província de Long An, Vietnam del Sud, 10 de desembre de 1945 – Ciutat Ho Chi Minh, 22 d'agost de 2014) va ser una partisana i política comunista vietnamita.
Va servir com a membre de la delegació provincial de Long An a l'Assemblea Nacional del Vietnam en la seva quarta, cinquena i sisena legislatura, com a membre del Comitè Central del Partit Comunista del Vietnam en el vuitè i novè congrés, com a directora general de l'Administració Nacional de Turisme del Vietnam, com a presidenta de l'Associació d'Amistat Vietnam-Cuba, així com a vicepresidenta del Sindicat de Dones del Vietnam. Fora del Vietnam, la seva fama va provenir d'una fotografia on sortia somrient durant el judici per un intent d'assassinat a la Guerra del Vietnam. Aquesta fotografia es coneix popularment com el «Somriure de la victòria» i s'ha convertit en un símbol de les dones vietnamites que van lluitar en la guerra.

## Primers anys
Nascuda el 10 de desembre de 1945 a la comuna de Tân Bửu, situada al districte de Bến Lức de la província de Long An, al Vietnam del Sud, va ser la menor de vuit germans, i els seus familiars van ser partidaris del govern de Vietnam del Nord. Amb 16 anys es va unir al Front Nacional d'Alliberament del Vietnam («Việt Cộng»). Amb 17 anys es va traslladar a Saigon (actualment Ciutat Ho Chi Minh) i es va unir a les branques locals de la Unió de Joves Comunistes Ho Chi Minh i l'Associació Vietnamita d'Estudiants, tots dos prohibits pel govern del Vietnam del Sud.

## Guerra del Vietnam
El juliol de 1968, durant l'Ofensiva del Tet de la Guerra del Vietnam, el Việt Cộng li va encarregar l'assassinat d'un espia sospitós a Saigon. Després de fallar en l'intent d'assassinat, va ser arrestada pel govern sudvietnamita i sentenciada per un tribunal militar a 20 anys de treballs forçats a la presó de Côn Đảo.
En rebre la sentència, va replicar al jurat «Durarà prou el vostre govern com per a empresonar-me 20 anys?». Durant el judici, una fotografia presa per un reporter japonès on sortia somrient passaria a ser coneguda com el «Somriure de la victòria» i un símbol de les dones vietnamites que van lluitar a la Guerra del Vietnam. Finalment, seria alliberada el 7 de març de 1974 gràcies als Acords de pau de París, havent complert menys de sis anys de condemna.

## Anys posteriors
Després del final de la Guerra del Vietnam i la reunificació de país el 30 d'abril de 1975, es va retirar de l'Exèrcit Popular del Vietnam i va continuar el seu treball a la Unió de Joves Comunistes Ho Chi Minh. Va ser triada com a representant de la província de Long An per a la quarta, cinquena i sisena legislatura de l'Assemblea Nacional del Vietnam, així com al vuitè i novè congrés del Comitè Central del Partit Comunista del Vietnam. Així mateix, va servir com a directora general de l'Administració Nacional de Turisme del Vietnam i com a presidenta de l'Associació d'Amistat Vietnam-Cuba. El 2007 es va retirar de la política i, el 22 d'agost de 2014, va morir.

## Honors
En l'àmbit de les condecoracions honorífiques va rebre l'Orde de la Independència (2a classe), l'Orde del Treball (1a classe), la Medalla de l'Amistat (Cuba) i la Medalla de l'Amistat (Regne de Cambodja). Pòstumament, el 20 d'agost de 2015, el president vietnamita Trương Tấn Sang li va conferir el títol d'Heroïna de les Forces Armades Populars en una cerimònia organitzada el 10 de setembre de 2015 pel Ministeri de Cultura, Esports i Turisme del Vietnam a l'Hotel Caravelle de Ciutat Ho Chi Minh.
Una escola primària a l'Havana (Cuba) rep el seu nom per a honorar-la.